# Sybra fuscovittipennis
Sybra fuscovittipennis là một loài bọ cánh cứng trong họ Cerambycidae.